# NGC 7674
NGC 7674 is een balkspiraalstelsel in het sterrenbeeld Pegasus. Het ligt ongeveer 394 miljoen lichtjaar van de Aarde verwijderd en werd op 16 augustus 1830 ontdekt door de Britse astronoom John Herschel. NGC 7674 interageert met NGC 7674A.

## Synoniemen
- UGC 12608
- IRAS 23254+0830
- MCG 1-59-80
- HCG 96A
- MK 533
- ZWG 406.112
- KUG 2325+085
- VV 343
- Arp 182
- PGC 71504